# Paprotno, Hạt Koszalin
Paprotno [paˈprɔtnɔ] (tiếng Đức: Parpart) là một khu định cư ở khu hành chính của Gmina Mielno, thuộc quận Koszalin, West Pomeranian Voivodeship, ở phía tây bắc Ba Lan.